# 1318
سنة 1318 كانت سنة بسيطة تبدأ يوم الأحد (الرابط يظهر نموذج التقويم الكامل للسنة) من التقويم اليولياني.

## مواليد
- أبو الحجاج يوسف الأول
- أوربان السادس

## وفيات
- رشيد الدين فضل الله الهمذاني